# Anne-Louise de Domangeville
Anne-Marie-Louise-Jeanne Thomas de Domangeville, née le 24 août 1762 à Paris, morte le 17 avril 1799, est une dame de la noblesse de robe lorraine ayant vécu les années de la Révolution française. 
Elle épouse successivement ses cousins Antoine Jean-François Mégret, seigneur de Sérilly, puis François de Pange, et enfin Anne-Pierre de Montesquiou-Fézensac, marquis de Montesquiou. Le cercle dans lequel Anne-Louise de Sérilly évolue est celui de la noblesse d’affaires libérale, ouverte aux idées des Lumières.

## Petite noblesse et grande fortune
Anne-Louise de Domangeville est issue d’une branche cadette de la famille Thomas, originaire de Clermont-en-Argonne, qui fut anoblie en 1626 par le duc Charles IV de Lorraine pour services rendus à sa maison « depuis trois siècles ».
Son grand-père, Jean-Baptiste Thomas (1688-1769), gentilhomme lorrain, s’enrichit par l’achat de charges lucratives, telles que celles de trésorier général de l'extraordinaire des guerres à Metz ou trésorier général de l'ordre de Saint-Louis.

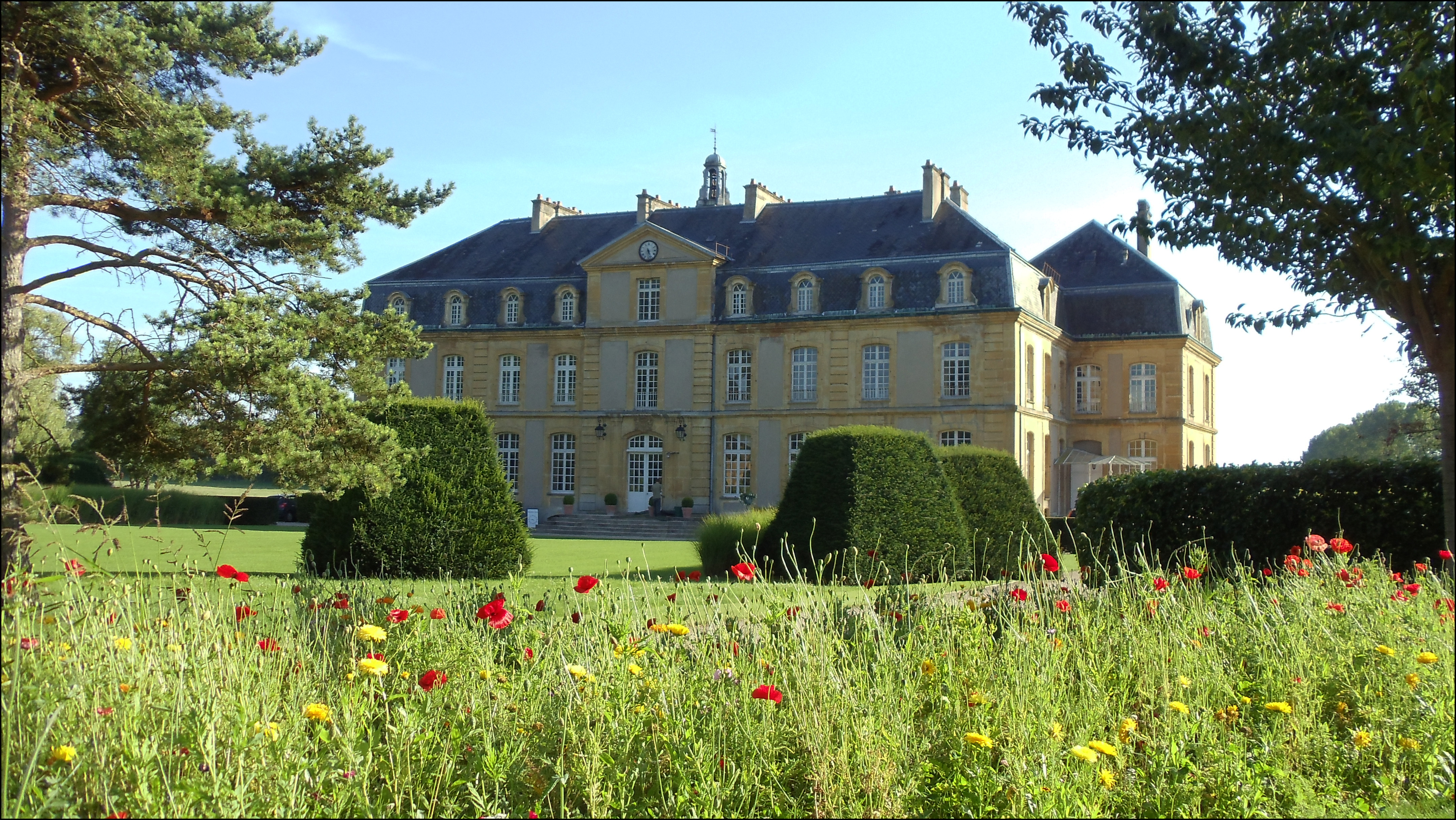
Le château de Pange, demeure du grand-père paternel d'Anne-Louise.

À la demande du duc Léopold Ier de Lorraine, il acquiert la terre de Pange, frontalière du pays messin alors français, où il fait bâtir le château de Pange dans le plus pur style classique. La terre de Pange devient marquisat en 1766 par la grâce du roi Stanislas de Pologne. Le premier marquis de Pange mourra fort âgé trois ans plus tard, laissant une fortune considérable à son fils aîné.
Âgée de 7 ans, Anne-Louise Thomas de Domangeville est pour la première fois confrontée à la mort d'un proche.

## Une orpheline au temps des Lumières

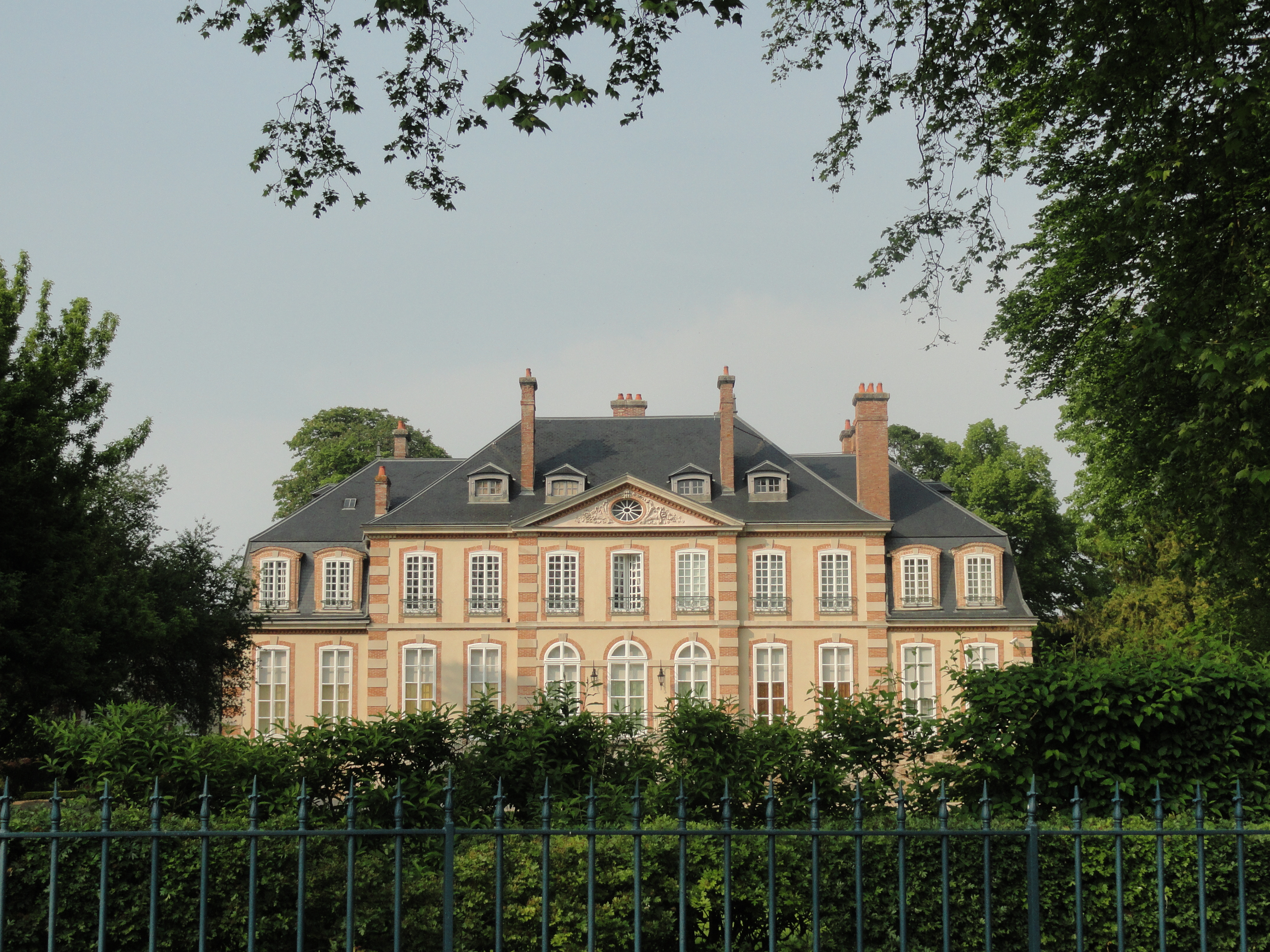
Le château de Mareuil où Anne-Louise passa son enfance.

Née à Paris le 24 août 1762, Anne-Marie-Louise est l’aînée des quatre enfants du général Jean-Baptiste-Nicolas Thomas, seigneur de Domangeville, baron de Mareuil, fils cadet du marquis de Pange, et de Marie-Pauline Josèphe Chalvet de Rochemonteix de Vernassal, héritière d’une famille possessionnée en Auvergne. La famille vit surtout dans le quartier parisien où réside la fleur de l'aristocratie française, le Marais ainsi que dans son domaine de Mareuil-sur-Ay en Champagne que le baron a hérité de sa mère.
Ses parents meurent jeunes : son père à 46 ans le 29 août 1774, sa mère à 31 ans le 13 décembre suivant. À 12 ans, Anne-Louise est l’aînée d’une fratrie de quatre orphelins.
Placée sous la tutelle d’un cousin de sa mère, le comte Armand Marc de Montmorin Saint-Hérem, ambassadeur de France à Madrid, et de son cousin germain Antoine Jean-François Mégret, comte de Sérilly, son éducation est confiée aux filles du Saint-Sacrement. Le plus jeune de ses deux frères meurt en 1777, sa sœur cadette en 1786. Son frère Jean-Baptiste continue ses études au collège du Plessis et devient officier.
Tandis que ses cousines Pange sont mariées dans la haute noblesse, ce qui leur permet d’avoir droit aux honneurs de la Cour et à des fonctions auprès des membres de la famille royale, le 13 octobre 1779, Anne-Louise, 17 ans, est mariée avec dispense à son tuteur et cousin germain Antoine Jean-François Mégret, comte de Sérilly, 33 ans.
En 1780, meurent à quelques mois d’intervalles la marquise et le marquis de Pange. Leurs trois fils encore mineurs, Louis, 17 ans, François, 16 ans, et Jacques, 10 ans, sont placés sous la tutelle de leur cousin Antoine Jean-François Mégret de Sérilly, l’époux d’Anne-Louise. Pour éviter la dispersion de sa fortune, le feu marquis a décidé que son aîné Louis hériterait à sa majorité de la totalité de ses biens, demeures et titres (à l’époque 25 ans ou le jour de son mariage), à charge pour lui de subvenir aux besoins de ses frères cadets.

## Capitalisme et charité
Fils aîné de feu Antoine Mégret d'Étigny, intendant du Béarn (1720-1767), et de Françoise Thomas de Pange, Antoine Jean-François Mégret de Sérilly est un financier introduit dans le monde des entreprises industrielles naissantes, dont la Compagnie des eaux de Paris des frères Périer, ou la Manufacture d’armes de Charleville où il apporte des capitaux à François Ignace de Wendel. 

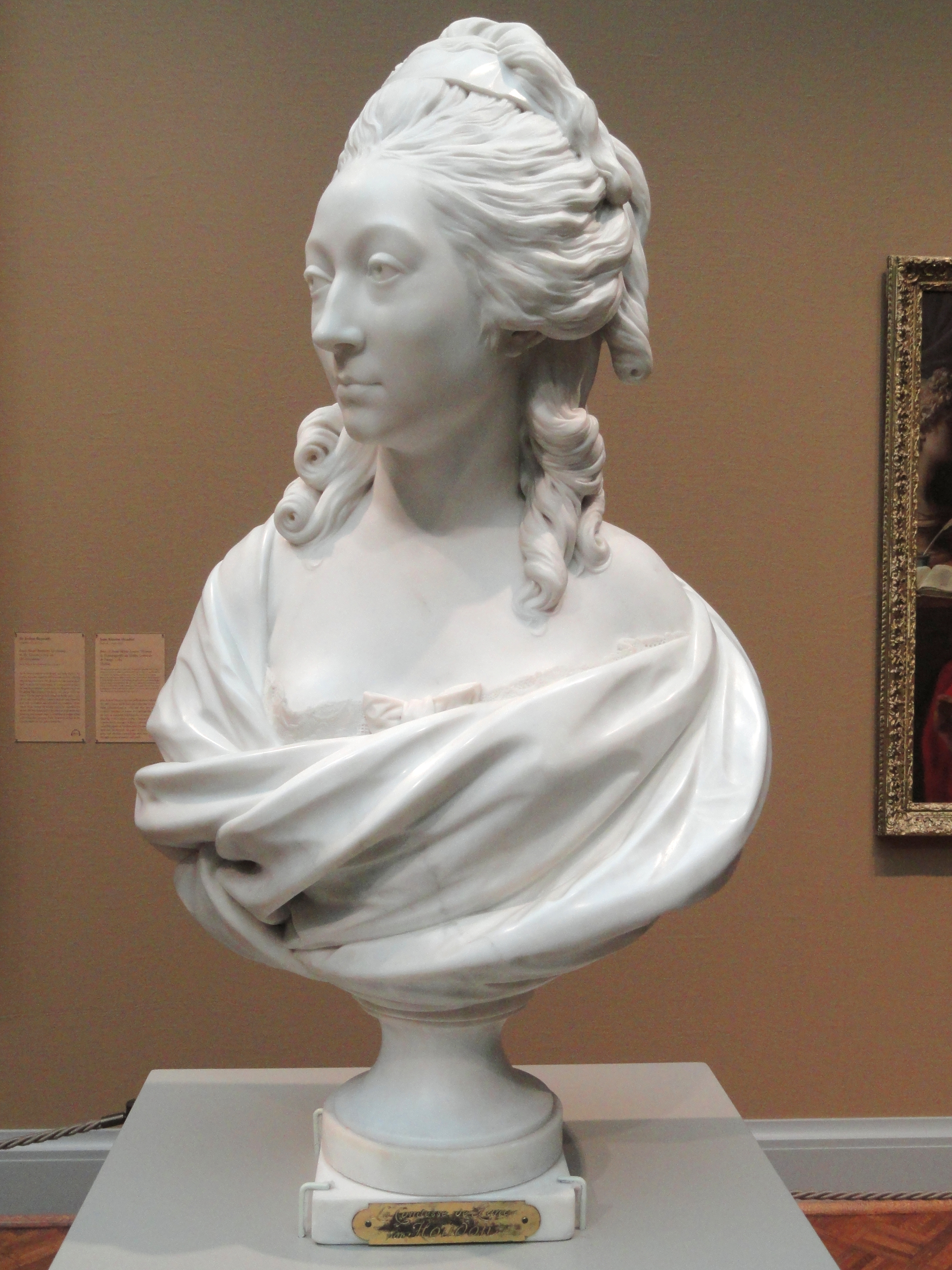
Anne-Louise Thomas de Domangeville, comtesse de Sérilly, à l’âge de 18 ans, peu après son mariage (J.-A. Houdon, 1780).

Le comte et la comtesse de Sérilly habitent à Paris un hôtel décoré par les meilleurs artistes au 36, rue Vieille-du-Temple, toujours dans ce quartier très prisé du Marais et non loin de l’hôtel de leurs cousins Thomas de Pange. Quelques mois après son mariage, le sculpteur Jean-Antoine Houdon réalise un buste de la jeune comtesse. Anne-Louise est également peinte avec sa famille par Henri-Pierre Danloux.
Le couple a quatre enfants avant la Révolution :
- Armand François Mégret d'Étigny (1780-1827) ;
- Antoinette Marie Marguerite Aline Mégret d'Étigny (21 juillet 1782 - 1864) ;
- Antoine Mégret d'Étigny (20 mars 1784 - 1845) ;
- Anne François Victor Mégret d'Étigny (21 janvier 1789 - 5 avril 1831)[9], qui sera officier d’artillerie.

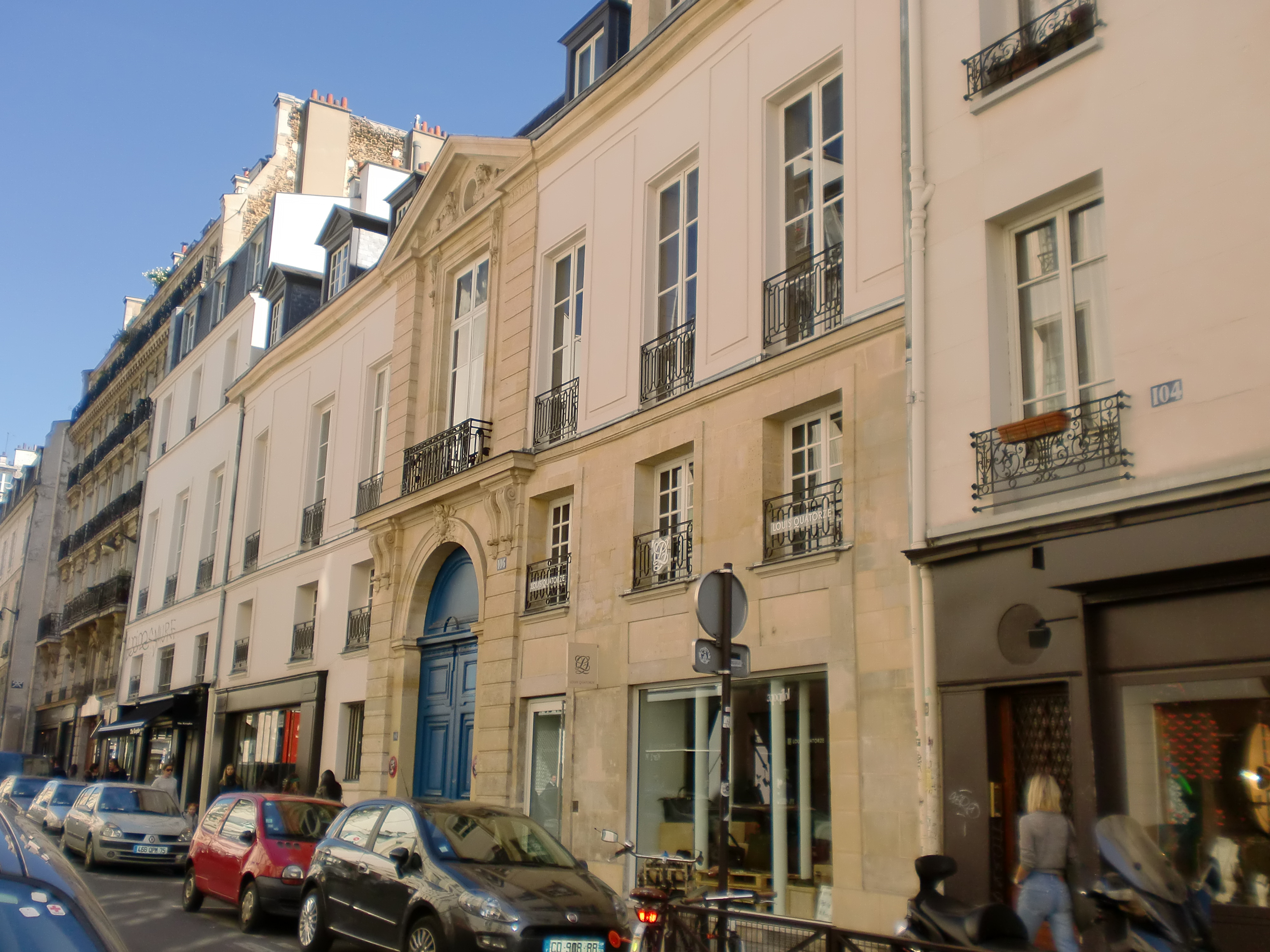
Portail de l’hôtel de Sérilly à Paris (état actuel).

La réputation, la position et la fortune du comte de Sérilly attirent à lui de nombreux solliciteurs auxquels « il ne sait guère refuser ». Il est un proche du nouveau contrôleur général des finances nommé par le roi, Charles-Alexandre de Calonne, dont la nièce vient d’épouser Louis de Pange, frère aîné de François, qui s’est distingué à Yorktown. Son principal associé est Claude Baudard, baron de Saint-James, trésorier général de la marine et comme lui franc-maçon. Leur principal investisseur n’est autre que Beaumarchais.

## Déboires

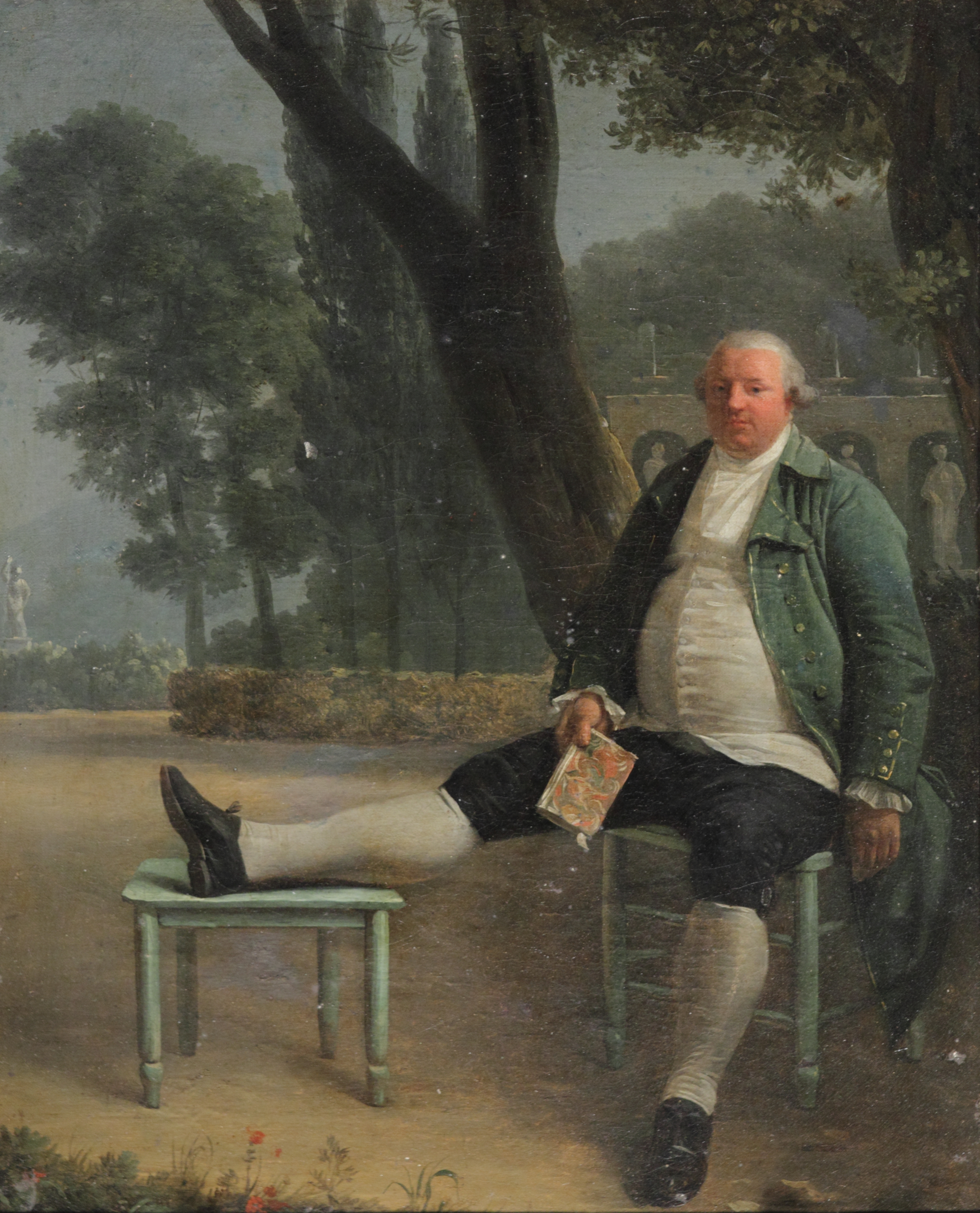
Antoine de Sérilly (par Danloux).

Cependant, la situation financière du royaume est de plus en plus problématique, les faillites s’enchaînent et le roi convoque une Assemblée des notables dont la présidence est confiée au peu catholique archevêque de Toulouse, Étienne-Charles Loménie de Brienne, un proche de la reine. L’opposition véhémente du haut clergé et son soutien à la partie la plus conservatrice de la noblesse empêche la mise en place des réformes voulues par le contrôleur général. Calonne est remercié et sa place est donnée à Loménie de Brienne qui entre-temps a été nommé au siège archiépiscopal de Sens. Baudart de Saint-James, ruiné et compromis dans l’Affaire du collier de la reine, est enfermé à la Bastille. Il meurt quelques mois plus tard peu après sa libération.
Le comte de Sérilly, à son tour, connaît des revers de fortune et fait faillite le 1er juin 1787.
Ainsi qu’elle le confiera plus tard à demi-mot à Pauline de Beaumont, Anne-Louise ne semble pas avoir été très heureuse pendant son union avec un homme d’affaires de 17 ans son aîné et souffrant de crises de goutte ; mais elle apporte son soutien à son mari, n’hésite pas à sacrifier ses bijoux, à renoncer à sa loge à l’opéra, à vendre leur hôtel du Marais et ses collections de peinture pour lui venir en aide et payer non seulement ses créanciers mais aussi ses commis. Le château de Mareuil est vendu en 1788 à un prince du sang, le duc d’Orléans.

## La Révolution
Le 21 janvier 1789, après neuf ans de mariage, Anne-Louise, 26 ans, met au monde son quatrième enfant, Victor, tandis que la dame d’Étigny, sa tante et belle-mère, meurt à l’âge de 66 ans.
Le cercle d’Anne-Louise de Sérilly est celui de la petite noblesse libérale et modérée, n’ayant pas droit aux honneurs de la cour, mais côtoyant grâce à sa fortune les ministres, les artistes et les intellectuels de leur temps.

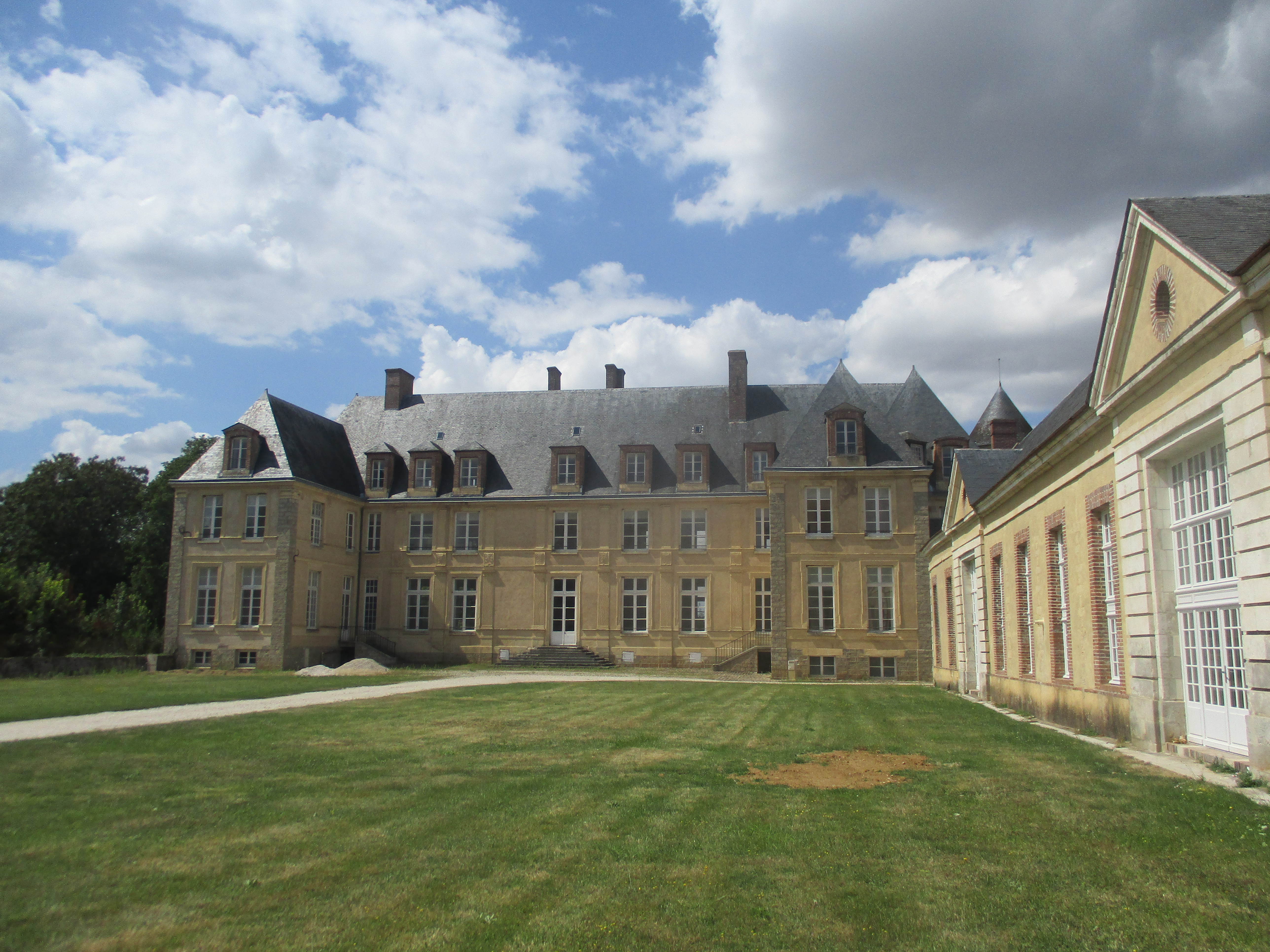
Façade du château de Passy.

Anne-Louise et son mari sont des proches de Mme de Staël et d’André Chénier, qui publie dans la presse de l’époque différents articles critiquant les dérives de la Révolution et la marche à la guerre.
Quand la révolution se radicalise, Anne-Louise, son mari et leurs quatre enfants se réfugient dans leur château de Passy-sur-Yonne en Bourgogne dans le nouveau département de l’Yonne. Ils y accueillent les membres de leur famille, notamment la comtesse de Montmorin, veuve de l’ancien tuteur d’Anne-Louise, et l’un des derniers ministres du roi, qui sera massacré par la foule en septembre 1792.

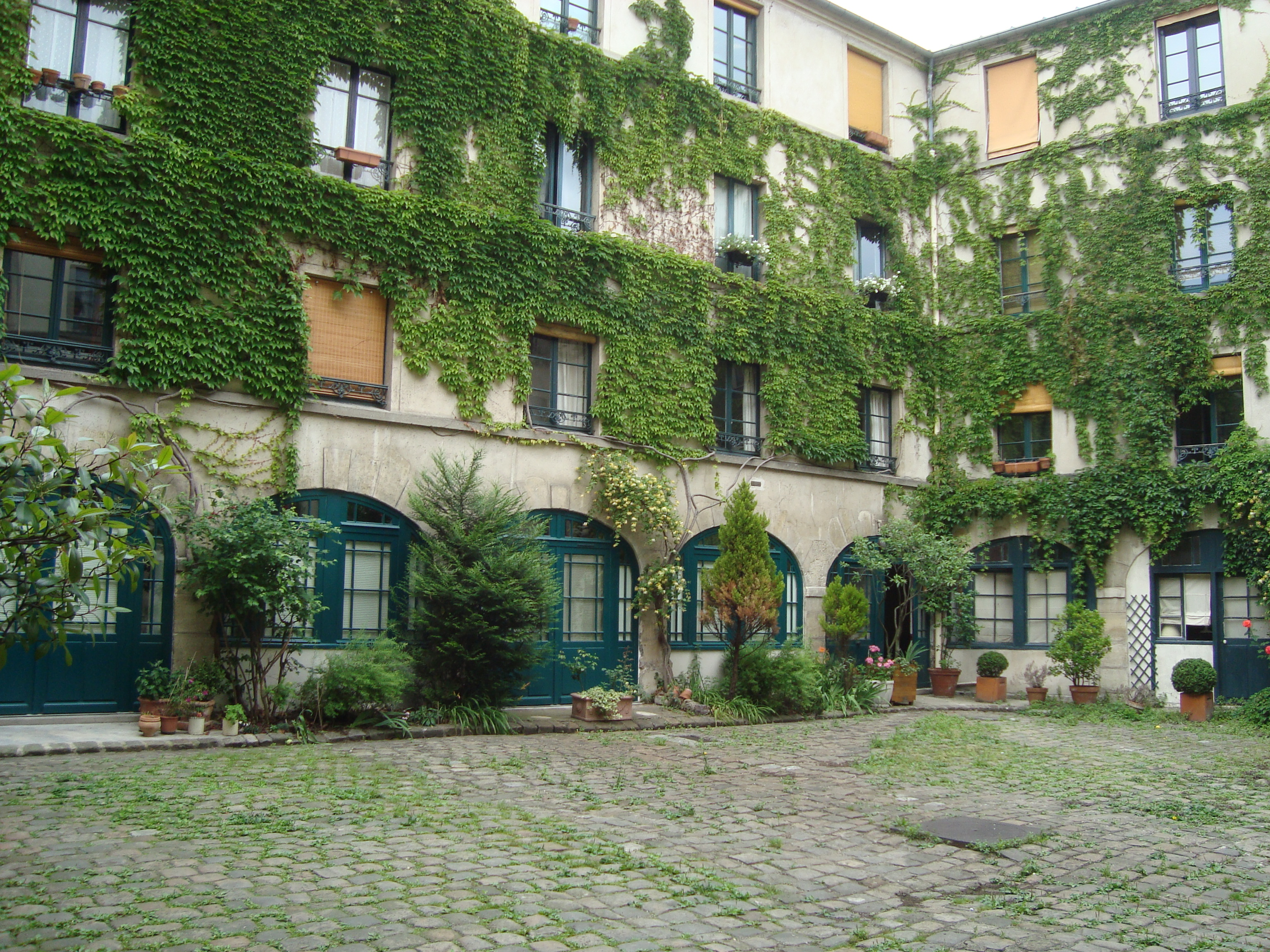
Cour du couvent des Anglaises (état actuel).

Soupçonné d’avoir caché le baron de Vioménil, vieil officier grièvement blessé lors de l’insurrection du 10 août 1792 (il est mort de ses blessures), et d’avoir fait passer des fonds à l’étranger par l’intermédiaire de son cousin François de Pange, Antoine de Sérilly est arrêté en son château de Passy-sur-Yonne le 21 février 1794 et conduit à Paris pour y être jugé. Il est incarcéré à la prison des Anglaises.

## La condamnation à mort

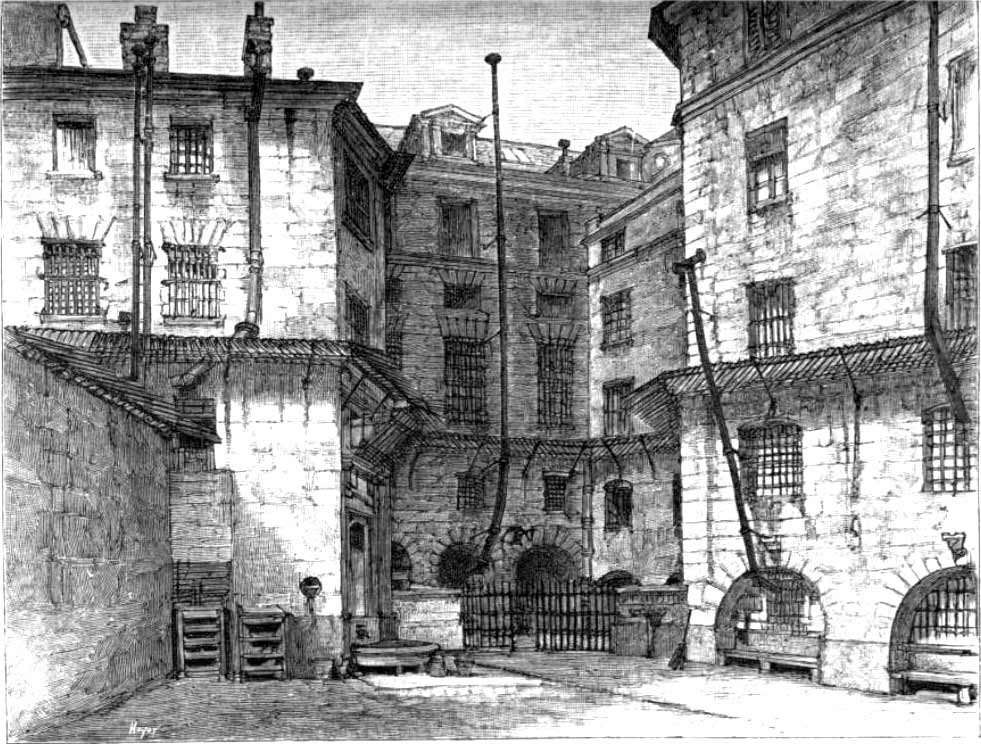
Le côté des femmes à la Conciergerie.

Anne-Louise, après avoir laissé ses enfants à la garde de Madame de Montmorin, se rend à Paris dans l’espoir de défendre son mari ; mais elle est arrêtée dès son arrivée. Le couple est transféré à la Conciergerie le 22 avril 1794, tandis que Jean-Baptiste de Domangeville, le frère d’Anne-Louise, revenu clandestinement d’émigration pour régler quelques affaires, est enfermé à la prison des Carmes. Malade elle est transférée à l'hospice de l'Évêché devenu depuis peu une prison-hôpital.
Les comte et comtesse de Sérilly, leur « agent » Jean-Baptiste Lhoste, 47 ans, leur frère, seigneur d'Étigny et les Loménie de Brienne, la comtesse de Montmorin et son fils âgé de 21 ans, leur parente, marquise de Sénozan, sœur de Malesherbes âgée de 76 ans, et d'autres condamnés - en tout 24 personnes - comparaissent devant le tribunal révolutionnaire le 10 mai 1794. 
Tous sont condamnés à mort. L'exécution de la sentence étant immédiate, les condamnés passent au greffe afin de faire enregistrer leur identité, formalité qui permet de rédiger leur acte de décès. La princesse Élisabeth convainc avec douceur Anne-Louise de déclarer sa possible grossesse afin de sauver sa vie, celle de l'enfant qu'elle porte et de préserver ses enfants encore très jeunes. Anne-Louise se rend aux arguments de la sœur du feu roi et met en exergue sa situation auprès des officiers de santé.
Un examen est effectué le jour même de sa condamnation à mort, qui ne parvient pas à lever l'incertitude. Un sursis à exécution est décidé le lendemain par le Tribunal révolutionnaire.
Transférée à la prison-hôpital de l'Évêché, elle est remise en liberté après la chute de Robespierre, lors de la réaction thermidorienne. Confrontée très jeune à la mort, Anne-Louise qui a perdu une grande partie de son entourage, ne retrouve sa liberté que pour apprendre l'exécution de son frère Jean-Baptiste, d'André Chénier, le meilleur ami de son cousin François de Pange, et des frères Trudaine, les 25 et 26 juillet.

## Les survivants
Cependant Anne-Louise est rassurée d’apprendre que certains de ses proches ont survécu.  Son cousin favori François de Pange a réussi à se réfugier en Suisse auprès de Madame de Staël. Sa cousine et amie Pauline de Beaumont, après l’emprisonnement des siens, a été recueillie par une famille de paysans, les Paquereau puis par le moraliste Joseph Joubert.
Anne-Louise, veuve Sérilly, témoignera quelques mois plus tard au procès de Fouquier-Tinville produisant devant le tribunal son acte de décès préalablement rédigé par l'administration révolutionnaire et son témoignage sur la façon inique dont étaient menés les débats.

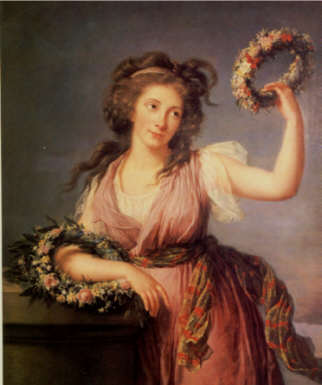
Pauline de Beaumont.

Elle mène pour ses enfants un combat épuisant afin de récupérer ses biens - ainsi que ceux de son frère dont elle est l'héritière - confisqués par l'État ou vendus à des particuliers comme biens nationaux, traversant la Bourgogne et parcourant l'Auvergne.
De Brioude, elle écrit à Pauline de Beaumont :« C'était hier pour moi, le double anniversaire de mon mariage et de ma liberté ; ces deux époques ont renfermé entre elles tant de maux que leur souvenir est bien pénible. Quel cercle que ces quinze années ! Je voudrais pouvoir les ôter de ma vie. Adieu, ma chère amie, je tombe dans les réflexions que je vous interdis et ne veux m’y laisser aller. »
Elle prendra pourtant un ton enjoué pour conter ses « aventures » à Pauline et François, ces deux êtres brisés et découragés pour avoir subi des épreuves auxquelles ils n'étaient pas préparés.
Elle éprouve des sentiments profonds pour François de Pange qui, de son côté, « ne cesse de penser à celle qui fut son premier amour, la tendre confidente de sa jeunesse. Il lui écrit souvent et se préoccupe de ses enfants. »
Anne-Louise s'enquiert de la situation auprès de Pauline de Beaumont :
«  Mandez-moi si Madame de Staël et Benjamin Constant jouent toujours le même jeu. Est-il toujours passionné ou dépité ? [...] Agace-t-elle toujours François ? Il ne m’en parle pas. Il m’écrit une lettre charmante pleine d’amitié et de gaieté ; j’ai conclu de sa gaieté qu’il se portait bien et j’ai besoin de cette certitude pour être contente. Je conçois la douceur de votre conversation avec François et je vous remercie de m’en faire part. Ce tête à tête a dû vous faire du bien à tous deux, vous avez besoin l’un de l’autre de moments d’épanchements auxquels l’intimité seule peut donner lieu ; on ne s’épanche pas avec tout le monde, il faut plus qu’une liaison de société [...] Que n’étais-je en troisième dans cette conversation… »
Les deux cousins se marient le 23 janvier 1796,, et s’installent à Passy-sur-Yonne, inspirant une jalousie amère à Madame de Staël, mais, très affaibli par les épreuves, le chevalier meurt quelques mois plus tard à l’âge de 31 ans.
Elle revient seule à Paris. Un de ses amis, Jean-Nicolas Dufort, comte de Cheverny, lui-même ruiné par la dépréciation des rentes, apprend son retour dans la capitale en avril 1797 et se précipite à son nouveau domicile, plus modeste que ses précédentes habitations, 12, rue Chabanais, avec cinq enfants à charge.
« Je la trouvais reléguée au deuxième, dans un appartement assez triste, et entourée de cinq enfants qu’elle avait eus de M. Mégret de Sérilly, et qu'elle élevait avec un soin particulier. Elle ne me parut pas changée ; elle était toujours aussi belle que je l'avais laissée »,.
Dans son journal, Antoinette de Saint-Redan, épouse du peintre Danloux, témoigne de la droiture et du courage d’Anne-Louise mais aussi des sentiments qu’elle éprouvait pour le chevalier : « Madame de Sérilly me parla avec beaucoup de sang-froid du temps qu’elle avait passé en prison, de la mort de monsieur de Sérilly […]. Elle s’étendit surtout sur les éminentes qualités de son second mari, le chevalier de Pange, et sur les regrets éternels que lui laissait sa perte […] ce fut l’objet de toutes ses conversations. »
Cependant, seule avec des enfants encore jeunes, confrontée à ses créanciers, sans réel soutien, « La pauvre grande », ainsi que la surnomme sa cousine Pauline de Beaumont, épouse le 3 septembre 1798, un vieil ami, ancien « constitutionnel » rallié au tiers-état, Anne-Pierre de Montesquiou-Fézensac, marquis de Montesquiou. Le marquis de Montesquiou, âgé de 59 ans, est grand-père. Ses enfants ont l’âge d’Anne-Louise mais c’est un ami sûr et fidèle qui a soutenu le chevalier de Pange pendant son exil suisse. Ce troisième mariage fait jaser, notamment Germaine de Staël mais Anne-Louise est soutenue par ses intimes Pauline de Beaumont et Joseph Joubert qui lui écrit : « J’aimais celui que vous aimiez […], je respecterai sa mémoire […] mais j'honore votre avenir… »
Mais Anne-Louise n’en a pas encore fini avec le malheur : le marquis est atteint de la variole noire et meurt dès le 30 décembre 1798, veillé par Anne-Louise qui a repris une fois encore son rôle de garde-malade.
Ayant contracté la maladie de son mari, Anne-Louise, veillée par sa cousine Pauline de Beaumont, s'éteint à Paris le 17 avril 1799 à l'âge de 36 ans.